# بطليموس الموريطني
بَطْلُمْيوس الموريطاني (باليونانية القديمة: Πτολεμαῖος؛ باللاتينية: Ptolemaeus)، وُلد حوالي عام 13/9 ق.م، وحكم من 23 حتى وفاته في 40، كملك على موريطنية. بطليموس هو آخر الملوك في أسرة ماسيل الملوك النوميديين والدته كليوباترا سيليني الثانية، من الأسرة البطلمية (التي نشأت في مصر)، وكذلك آخر ملوك في موريطانيا. من خلال حملاته العسكرية، أثبت بطليموس قدرته العسكرية وولائه كحليف لروما. وقد سافر في جميع أنحاء الإمبراطورية الرومانية، بما في ذلك الإسكندرية في مصر و (أوستيانو) في إيطاليا.

## تاريخ
ولد الملك النوميدي الأمازيغي «بطليموس» سنة 9 قبل الميلاد وحكم موريطنية القيصرية من سنة 23 ميلادية إلى 40 م وكانت عاصمته تسمى قيصرية (شرشال حاليا) وهي مدينة تقع اليوم في الجزائر، ووالده هو الملك الأمازيغي يوبا الثاني أبن يوبا الأول وأمه هي الأميرة المقدونية كليوباترا سيليني الثانية المدفونة بشرشال في الجزائر وهي الابنة الوحيدة لكليوباترا وماركوس أنطونيوس وهو بذلك يجمع بين أصول أمازيغية ومقدونية ويعد آخر سليل للعائلة البطلمية المقدونية.
تزوج من الأميرة الأمازيغية جوليا أورانيا وأنجب معها الأميرة دروسيلا التي تزوجت فيما بعد أنطونيوس فيلكس الحاكم الروماني لمقاطعة يهوذا. نشأ كذلك في أحضان أسرة ملكية رفيعة المكانة ذائعة الصيت مشهورة بعلمها وجاهها ووفائها للإمبراطورية الرومانية، وفي نفس الوقت وفية لشعبها الحر المناضل في سبيل تحرير البلاد من قبضة الرومان الأعداء.
إن بطليموس كما هو معروف هو ابن العاهل النوميدي «أغسطس» المعروف بيوبا الثاني ملك موريتانية القيصرية والملكة سيليني بنت كليوباترة السابعة وماركوس أنطونيوس (مارك أنطوان). وبذلك، تجري في عروق بطليموس دماء نوميدية أمازيغية إذا رجعنا بجذور السلالة الملكية إلى الجد الأكبر يوبا الأول ملك نوميديا (الجزائر حاليا) الذي مات في حرب ضد الرومان، ودماء رومانية قيصرية إذا نظرنا إلى جهة الأم التي هي سليلة القياصرة وأباطرة الروم. ويعني هذا أن «بطليموس» تختلط فيه دماء الولاء والتحدي، كما تختلط فيه دماء الرضوخ والتحرر. بل هناك من يثبت أن بطليموس ورث جذورا متنوعة: نوميدية أمازيغية ورومانية ويونانية ومصرية. كما كانت له صلات دموية وعائلية مع أباطرة الروم وخاصة كلود ونيرون وكاليگولا.
وقد تلقى بطليموس وأخته دروسيلا تربية سلوكية رومانية وتنشئة شعبية نوميدية أمازيغية. ولما بلغ «بطليموس» 19 سنة من عمره، لقبه أبوه يوبا الثاني النوميدي بالعاهل أو الملك أو السلطان الشريك أو سماه بولي العهد إعدادا له لتولية الحكم من بعده.
وبعد مرور أربع سنوات، تولى «بطليموس» عرش أبيه يوبا الثاني أبن (هيبون عنابة حاليا) إثر وفاته في سنة 23م. وتزوج «بطليموس» جوليا أورانيا من سلالة سورية إغريقية، وأنجب منها طفلة سماها دروسيلا على غرار اسم أخته، والتي بدورها تزوجت سنة 52م من أنطوان فيليكس والي الحكومة الرومانية بمدينة جودي.وقد حكم بطليموس موريطانيا مابين 33 و40 ميلادية.
وقد خصص للملك «بطليموس» موريطاني لوحة تمثالية منحوتة تمثل وجهه المشرق الوسيم على غرار لوحة وجه أبيه يوبا الثاني تقديراً له وتبجيلا، وتوجد هذه اللوحة في متحف اللوڤر باريس بفرنسا.

## إنجازات بطليموس

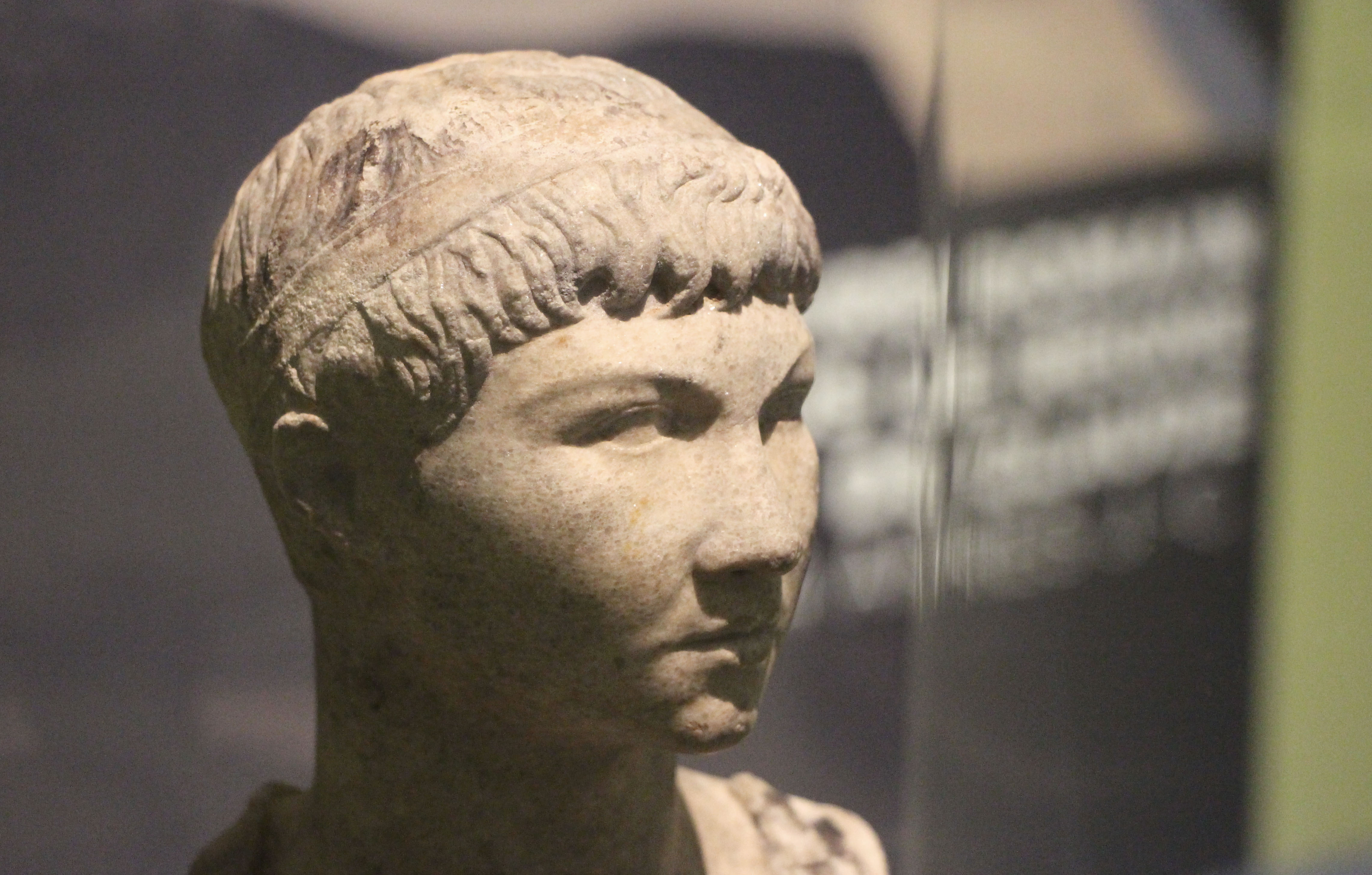
تمثال نصفي
للملك بطليموس

انتهج بطليموس سياسة أبيه في بناء حضارة موريتانيا مقتبساً مقومات الحضارة الرومانية والقرطاجنية واليونانية في تشكيل معالم الدولة موريطنية الجديدة: إدارياً وسياسياً واقتصادياً واجتماعياً وثقافياً. واهتم كثيراً بتمدين المملكة وتعميرها وتقويتها عسكريا؛ وقد جعل (أيديمون) وهو أحد عتقائه قائدا عسكريا فوزيرا للدولة نظرا لوفائه وإخلاصه في تدبير دواليب الحكم وتسيير مرافق الإدارة، وكذلك لاتصافه بالشجاعة في قيادة المقاومة وتنظيم القوات الأمازيغية وتوجيهها أحسن توجيه في عملية التحصين وتوحيد القبائل الأمازيغية واستنفار قواتها البشرية والمادية.
ومن جهة أخرى، فقد اهتم «بطليموس» شأن أبيه بالصناعة والتجارة والفلاحة والصيد البحري ونشر الثقافة بين الناس، ونتج عن هذا أن تحقق في عهده الازدهار الاقتصادي والانتعاش العمراني والنهضة الفكرية وتدفق الأموال؛ وهذا ماجعل الإمبراطور كاليگولا يطمع في خيرات موريطنية. وثرواتها الغنية وينتظر الفرصة السانحة للسيطرة على حكم بطليموس لنهب ممتلكاته وأموال مملكته.
وعلى الرغم من بعض الثورات التي قام بها النوميديون في عهده وفي عهد أبيه يوبا الثاني، فإن فترة «بطليموس» بعد سنة 24م وبعد قضاء الرومان على ثورة تاكفاريناس عرفت بالهدوء والرخاء الاقتصادي.
ومن ثم، نسجل أن «بطليموس» كان ملكا محنكا في المجال السياسي، وذا تجربة كبيرة في مجال التدبير الاقتصادي والإداري وقيادة القوات العسكرية، والدليل على ذلك هو النمو الاقتصادي الذي حققه ميدانيا بفضل الاستقرار الاجتماعي، ناهيك عن القضاء النهائي على ثورة تاكفاريناس، واكتساب رضى الحكومة الرومانية، بله عن الظفر بحسن ولائها، والفوز بعطف القياصرة على سياسته، فضلا عن حصوله على تقديرات مشجعة وتنويهات متميزة من مجلس الشيوخ اللاتيني.

## تطور مقاومة بطليموس

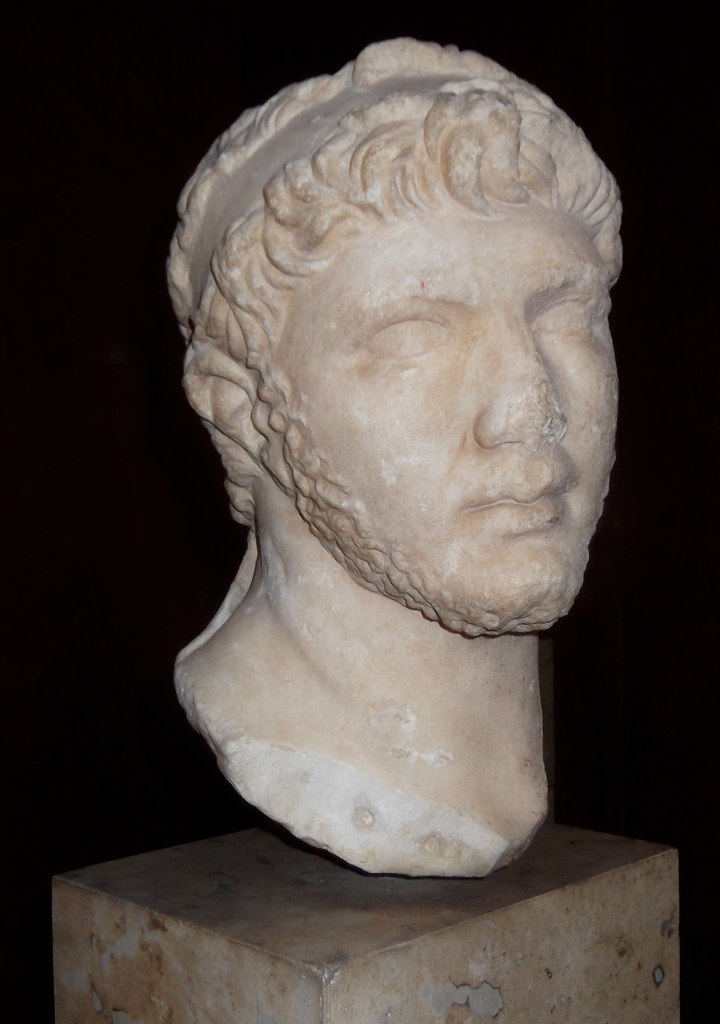
تمثال نصفي لبطليموس في متحف لوفر باريس

بعد وفاة الملك النوميدي يوبا الثاني سنة 23م، خلفه ابنه «بطليموس» مباشرة، فسن سياسة التوحيد والاتساع وتطويق المقاومين الأمازيغ بعد مسالمتهم والحوار معهم. ويعني هذا أن «بطليموس» لما تفرد بالحكم في ظل الحماية الرومانية، قام بتوحيد مملكة موريطانيا وجمع كل القبائل الأمازيغية الأخرى تحت سيادته وسلطة حكمه، وبدأ بعد ذلك في تقوية جيشه من أجل التوسع والامتداد لتوحيد الممالك الأمازيغية المجاورة الأخرى في إطار مملكة تامازغا القوية. لكن الحكومة الرومانية في عهد كاليگولا (25 ق.م - 33 م) كانت تترقب تطلعاته التوسعية بحذر شديد، وترصد طموحاته في تمديد سلطانه على حساب جيرانه الأمازيغيين بنوع من الترقب والتوجس.
وفي نفس الوقت، انطلقت مقاومة شرسة في موريطنية قادها المقاوم الشاب تاكفاريناس لمدة سبع سنوات بعد أن فر من الجيش الروماني في سنة 17 م، فبسط نفوذه على قبيلة مازولاميس (منطقة مسيلة) التي كانت مواطنها بين قفصة والأوراس أي في نوميديا الشرقية. وقد كبد الجيش الروماني خسائر فادحة واستطاع أن يهدده داخل خط الليمس، إلا أن الحاكم الروماني بالشمال الإفريقي فوريوس هزمه. بيد أن تاكفاريناس عاد إلى ساحة القتال مرات عدة، وكرر غاراته كرات متتالية لعدة سنوات إلا أن قتل بالجزائر.
وما يلاحظ على «بطليموس» في هذه الفترة أنه استطاع أن يساعد القوات الرومانية، وأن يحاصر المناضل تاكفاريناس، وأن يحد من مقاومته، وأن يطوق تحركاته العسكرية. وبالتالي، أن يقضي على كل الثورات الأمازيغية المضادة للحكومة الرومانية.
ولما نجحت سياسة «بطليموس» في القضاء على ثورات الموريين ومحاصرة ثورة تاكفاريناس في موريطنية، استقبله مجلس الشيوخ الروماني استقبالا حارا، ووشحوه بصولجان الملك العاجي، وأعطوه سترة النصر البطولي، وتم الاعتراف به ملكا وصديقا وحليفا للرومان.. ولكن هذا النجاح الذي حققه «بطليموس» لم يعجب ابن خالته (كاليگولا)، فأضمر له الشر منذ البداية، وكان يتحين الفرصة المناسبة للانقضاض عليه قصد التخلص منه حسدا وكيدا.
وفي الأخير، سيستدرجه كاليگولا الإمبراطور الروماني (الحاكم المستبد المعتوه الذي أرسل حصانه سفيرا) إلى حضور احتفالات رسمية بمدينة «ليون» الگالية التي كانت تجرى فيه أنواع من المصارعة الرومانية، فحضر بطليموس وهو في كامل زينته العسكرية، لابسا زيه الأرجواني الملون باللون الإمبراطوري، فأمر كاليگولا الذي كان يحسده كثيرا على هذا المجد الكبير أصحابه وجنوده باغتياله وإعدامه سنة 40 م.
وبموت بطليموس، انقرضت الممالك الأمازيغية القديمة كلها. وفي هذا التاريخ أيضا ستدخل موريطنية في ظل الحكم الروماني المباشر، بعد أن حكم يوبا الثاني موريطانيا تحت نظام الحماية ومراقبة الحكومة الرومانية والعمل بالنيابة عنها طوال الفترة بين 25 ق.م و23 ق.م. وفي هذه المدة بالذات، قام يوبا الثاني خلالها بتمهيد السبيل أمام الحكم الروماني.
وعلى الرغم من الخيانة التي كان يتصف بها «بطليموس» عندما حاول الإجهاز على مقاومة تاكفاريناس والقضاء على ثورات النوميد، إلا أنه استطاع أن يوفر لشعبه النوميدي استقرارا حضاريا كبيرا في جميع مجالات الحياة، وأن يحقق لمملكته موريطنية وحدة سياسية وأمنا زاهيا وانتعاشا ماليا واقتصاديا مشهودا أثار حسد الإمبراطور كاليگولا الذي دفعه للانتقام من بطليموس واغتياله.
وما كان لبطليموس (هذا السياسي الشهم) أن يحقق هذه النهضة الفكرية والعمرانية والاقتصادية، وهذه الوحدة الأمازيغية التي انصهرت فيها جميع القبائل البربرية والممالك المجاورة، لو لم يهادن الرومان مؤقتا ويستعمل جميع الطرق التكتيكية الذكية في التعامل مع حكامهم من خلال تطويق المقاومة الأمازيغية ومحاصرتها شكليا، وأن يعرف جيدا من أين تؤكل الكتف في إطار تطبيق سياسة الولاء والتحرر تارة، والعمل بسياسة المسالمة والمقاومة تارة أخرى.

## نتائج ثــــورة بطليموس
بعد تخلص الرومان من الحاكم النوميدي بطليموس، ثار الشعب النوميدي (الأمازيغي) على هذا الغدر الروماني، واندلعت ثورات كثيرة فظهرت ثورات الأمازيغ النوميد من سنة 41 إلى 54 م، وبلغت شرارتها جنوب نوميديا التاريخية، ثم عاود هؤلاء الثورة فيما بين 81 و96م. ولكن أهم انتفاضة كانت تلك التي قادها المناضل القائد أيديمون.

## نهاية بطليموس
أن بطليموس كان أكثر ثورية وجرأة من أبيه عندما اتخذ المقاومة سبيلا لمجابهة الرومان بدلا من المقاربة الثقافية في التعامل مع الحكومة الرومانية لصالح رعاياه في موريطانيا. وبذلك، كان بطليموس نموذجا للمقاومة الأمازيغية في موريطنية الذي خدم شعبه بوفاء وإخلاص، وحارب الرومان بقوة وشراسة من أجل الدفاع عن الهوية الأمازيغية وتوحيد القبائل الإفريقية الليبية داخل نطاق مملكة أمازيغية موحدة. زد عن ذلك أن بطليموس حقق لشعبه الرخاء المالي والاقتصادي والنهضة الفكرية والعمرانية؛ مما دفع الإمبراطور الروماني كاليگولا إلى الغدر به والانتقام منه شر انتقام. ولكنه لم يدر أن إعدام بطليموس وقتله سيولد ثورات شعبية وانتفاضات أمازيغية ستطرد الرومان من موريطنية.لتحل محلهم قوات غازية عاتية ومتوحشة وهي القوات الوندالية والبيزنطية.وتتجلى مقاومة بطليموس للرومان في تقوية الجيش الأمازيغي، وتوحيد الممالك والقبائل البربرية لتنضوي تحت سلطته، وتحقيق الازدهار الاقتصادي والمالي، والدخول في سياسة المسالمة والتصدي للمقاومات الأمازيغية المضادة، ومهادنة الرومان من أجل توفير الأمن للشعب الأمازيغي حتى يستكمل قواه الذاتية المادية والمعنوية والبشرية، ويستعد للتحرر والاستقلال من قبضة الرومان. وما مقتل بطليموس في الحقيقة إلا إقبارًا لكل نواياه التطلعية وحدًّا لأحلامه المستقبلية.[بحاجة لمصدر].

## وفاته
تم اغتيال الملك بطليموس غدرا من طرف ابن خالته الإمبراطور الروماني كاليغولا بدافع الغيرة بعدما استدعاه إلى زيارة روما سنة 40 م، عندما دخل الملك بطليموس إلى المدرج الاحتفالي في روما وأثناء العرض، كان يرتدى عبائته الملكية الأرجوانية التي جذبت إعجاب كاليغولا وبدافع الغيرة، أمر كاليغولا باغتيال بطليموس غدرا [محل شك]
وفي السنة المولية 41 م تم قتل الإمبراطور الروماني كاليغولا على يد الرومان ببشاعة انتقاما لجرائمه أيام حكمه وهكذا انتهت قصة ملك الأمازيغ وملك الرومان في آن واحد ثم بدأت مباشرة قصة أخرى من الحروب الأهلية الدامية

## وصلات خارجية
- متحف شرشال بالجزائر
- تاريخ الجزائر